# كريستوف لوميتر
كريستوف لوميتر (بالفرنسية: Christophe Lemaitre)‏ مواليد 11 يونيو 1990 في كولوز، فرنسا، هو عداء فرنسي متخصص في سباق 100 متر. أفضل رقم شخصي له هو 9.92 ث (100 م). مثل بلاده في الأولمبياد وحصل على الميدالية البرونزية. سبق أن فاز بالميدالية الذهبية في بطولة أوروبا لألعاب القوى وبطولة العالم للناشئين لألعاب القوى.

## الميداليات
| الميدالية | المسابقة                                    |
| --------- | ------------------------------------------- |
| برونزية   | الألعاب الأولمبية الصيفية 2012              |
| فضية      | بطولة العالم لألعاب القوى 2011              |
| برونزية   | بطولة العالم لألعاب القوى 2011              |
| ذهبية     | بطولة أوروبا لألعاب القوى 2010              |
| ذهبية     | بطولة أوروبا لألعاب القوى 2012              |
| فضية      | بطولة أوروبا لألعاب القوى 2014              |
| برونزية   | بطولة أوروبا لألعاب القوى 2014              |
| برونزية   | بطولة أوروبا لألعاب القوى داخل الصالات 2011 |
| ذهبية     | بطولة العالم للناشئين لألعاب القوى 2008     |
| ذهبية     | بطولة أوروبا لألعاب القوى للناشئين 2009     |

## روابط خارجية
- كريستوف لوميتر على موقع الاتحاد الدولي لألعاب القوى (الإنجليزية)
- كريستوف لوميتر على موقع الاتحاد الفرنسي لألعاب القوى (الفرنسية)
- كريستوف لوميتر على موقع الدوري الماسي (الإنجليزية)
- كريستوف لوميتر على موقع اللجنة الأولمبية الدولية (الإنجليزية)
- كريستوف لوميتر على موقع أوليمبيديا (الإنجليزية)
- كريستوف لوميتر على موقع اللجنة الأولمبية الفرنسية (مؤرشف) (الفرنسية)